# Europese kampioenschappen wielrennen 2019

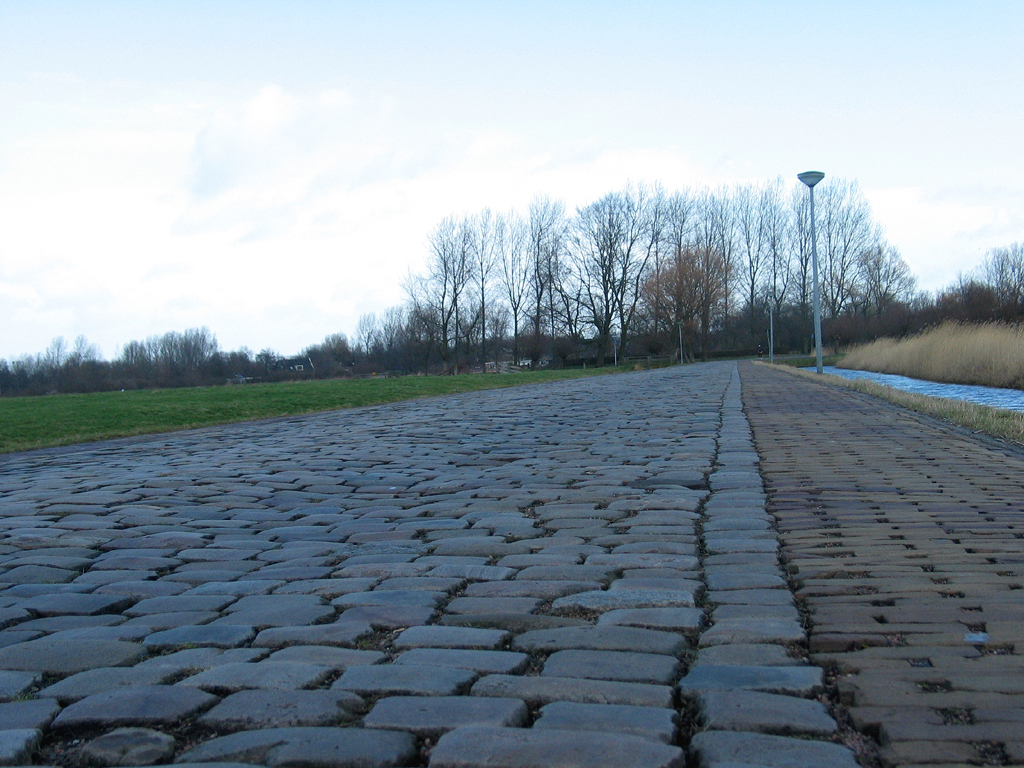
De kasseien van de Munnikenweg zijn opgenomen in het parcours van de wegrit

De Europese kampioenschappen wielrennen 2019 waren de 25e editie van de Europese kampioenschappen wielrennen die georganiseerd worden door de Union Européenne de Cyclisme (UEC) van 7 t/m 11 augustus in de Nederlandse stad Alkmaar. Het was het 23e kampioenschap met tijdrit, het 15e kampioenschap voor junioren en het vierde Europees kampioenschap voor elite mannen en vrouwen. Vanaf dit jaar was er ook een gemengde ploegenestafette, een ploegentijdrit voor landenteams bestaande uit drie mannen en drie vrouwen.

## Locatie
Aanvankelijk was de organisatie toegewezen aan het Franse Annecy, maar dat wilde een andere datum in verband met het drukke toerisme in augustus en gaf uiteindelijk de organisatie terug. De UEC vroeg daarop aan de Nederlandse provincie Drenthe om het EK te organiseren, nadat hun aanbod om het WK te organiseren was afgewezen. In januari waren er verschillende Nederlandse steden in de running, waarvan de een na de ander afviel. In Emmen was er te weinig draagvlak, in Ede werden dit jaar al de nationale kampioenschappen gehouden en Den Bosch gaf aan nooit officieel kandidaat te zijn geweest. In februari bleef Alkmaar als enige over, waarna op 25 maart de organisatie definitief aan de Kaasstad gegeven werd.

## Wedstrijdschema
| Discipline                | Datum                | Tijd        | Categorie        | Afstand  |
| ------------------------- | -------------------- | ----------- | ---------------- | -------- |
| Gemengde ploegenestafette | Woensdag 7 augustus  | 14:30-16:30 | M+V elite        | 44,8 km  |
| Tijdrit                   | Woensdag 7 augustus  | 9:00-10:30  | Vrouwen junioren | 22,4 km  |
| Tijdrit                   | Woensdag 7 augustus  | 11:15-12:45 | Mannen junioren  | 22,4 km  |
| Tijdrit                   | Donderdag 8 augustus | 9:00-10:15  | Vrouwen beloften | 22,4 km  |
| Tijdrit                   | Donderdag 8 augustus | 10:45-12:00 | Vrouwen elite    | 22,4 km  |
| Tijdrit                   | Donderdag 8 augustus | 12:45-14:15 | Mannen beloften  | 22,4 km  |
| Tijdrit                   | Donderdag 8 augustus | 15:00-16:30 | Mannen elite     | 22,4 km  |
| Wegrit                    | Vrijdag 9 augustus   | 9:00-11:00  | Vrouwen junioren | 69,0 km  |
| Wegrit                    | Vrijdag 9 augustus   | 12:00-15:00 | Vrouwen beloften | 92,0 km  |
| Wegrit                    | Vrijdag 9 augustus   | 16:00-19:00 | Mannen junioren  | 115,0 km |
| Wegrit                    | Zaterdag 10 augustus | 9:00-13:00  | Mannen beloften  | 138,0 km |
| Wegrit                    | Zaterdag 10 augustus | 13:00-17:00 | Vrouwen elite    | 115,0 km |
| Wegrit                    | Zondag 11 augustus   | 11:30-16:00 | Mannen elite     | 172,6 km |

## Medaillewinnaars

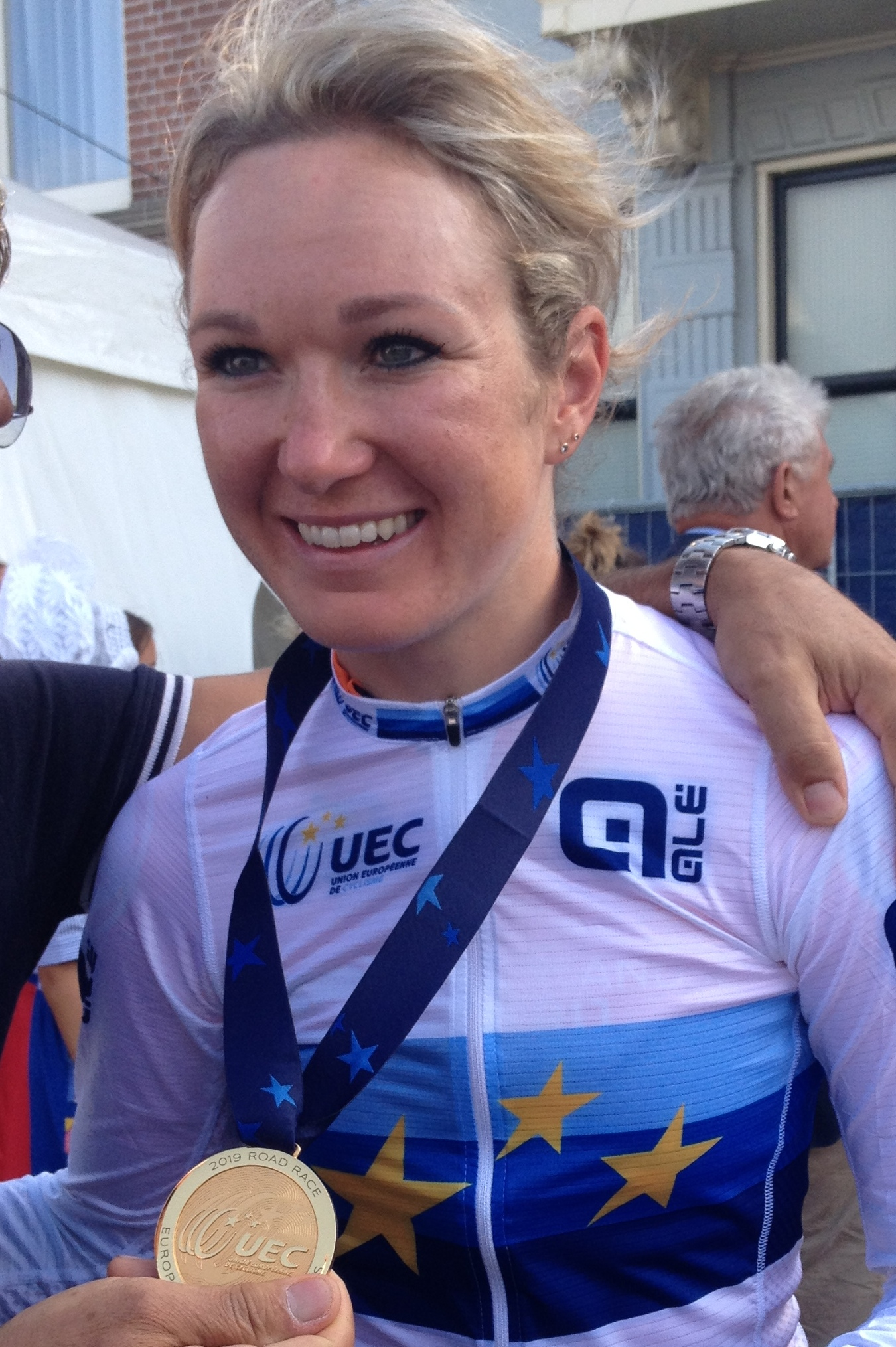
Amy Pieters won goud in de wegrit bij de vrouwen elite en de ploegenestafette.

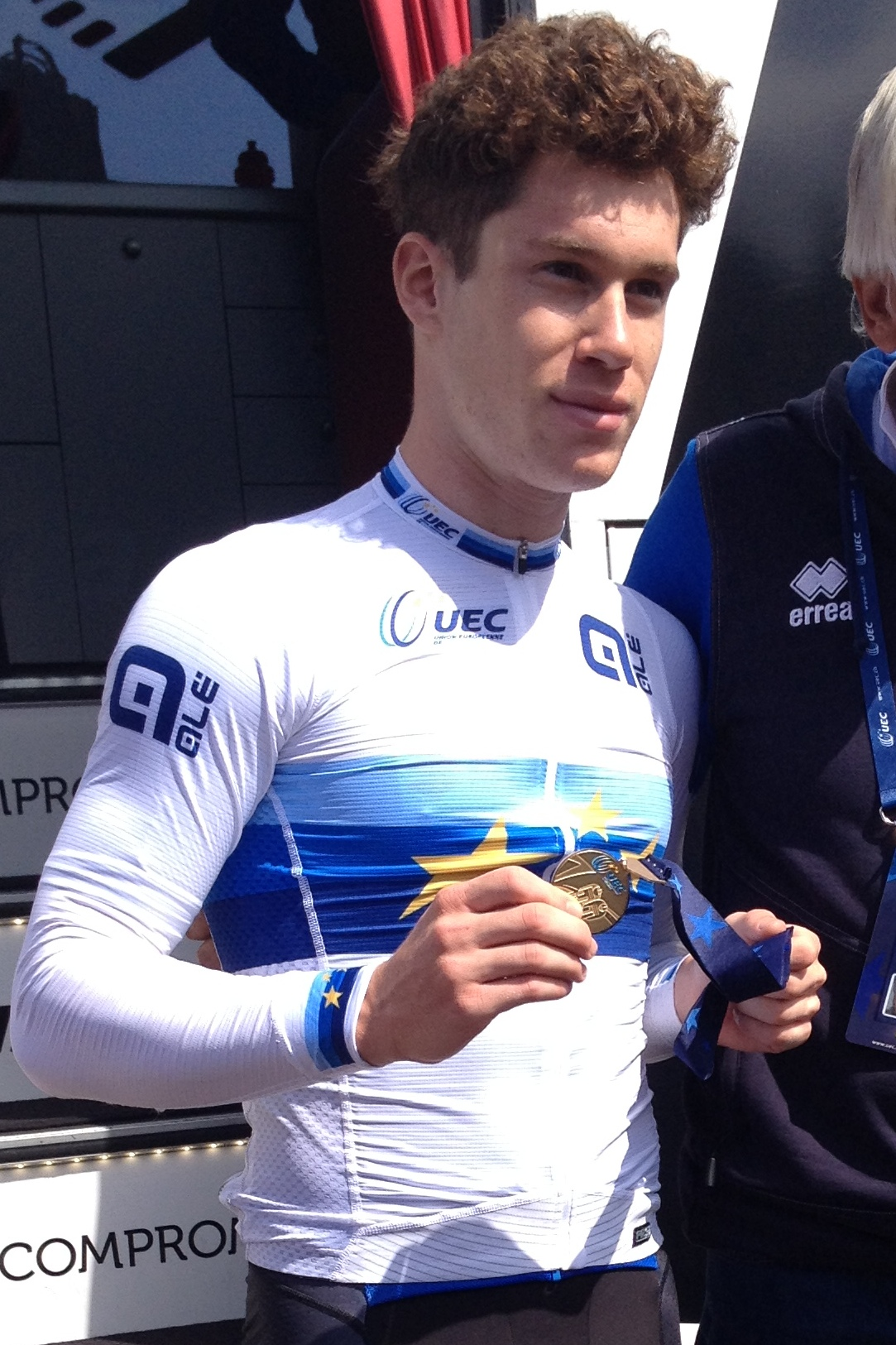
Alberto Dainese won goud in de wegrit bij de mannen beloften.

| M+V elite                 | Goud                                                                                              | Zilver                                                                                    | Brons |
| ------------------------- | ------------------------------------------------------------------------------------------------- | ----------------------------------------------------------------------------------------- | --- |
| Gemengde ploegenestafette | Nederland Koen Bouwman Bauke Mollema Ramon Sinkeldam Riejanne Markus Amy Pieters Floortje Mackaij | Duitsland Marco Mathis Jasha Sütterlin Justin Wolf Lisa Brennauer Lisa Klein Mieke Kröger | Italië Davide Martinelli Edoardo Affini Manuele Boaro Silvia Valsecchi Vittoria Guazzini Elisa Longo Borghini |
| Mannen elite              | Goud                                                                                              | Zilver                                                                                    | Brons |
| Wegrit                    | Elia Viviani                                                                                      | Yves Lampaert                                                                             | Pascal Ackermann                                                                                              |
| Tijdrit                   | Remco Evenepoel                                                                                   | Kasper Asgreen                                                                            | Edoardo Affini                                                                                                |
| Vrouwen elite             | Goud                                                                                              | Zilver                                                                                    | Brons |
| Wegrit                    | Amy Pieters                                                                                       | Elena Cecchini                                                                            | Lisa Klein |
| Tijdrit                   | Ellen van Dijk                                                                                    | Lisa Klein                                                                                | Lucinda Brand                                                                                                 |
| Mannen beloften           | Goud                                                                                              | Zilver                                                                                    | Brons |
| Wegrit                    | Alberto Dainese                                                                                   | Niklas Larsen                                                                             | Rait Ärm |
| Tijdrit                   | Johan Price-Pejtersen                                                                             | Mikkel Bjerg                                                                              | Stefan Bissegger                                                                                              |
| Vrouwen beloften          | Goud                                                                                              | Zilver                                                                                    | Brons |
| Wegrit                    | Letizia Paternoster                                                                               | Marta Lach                                                                                | Lonneke Uneken                                                                                                |
| Tijdrit                   | Hannah Ludwig                                                                                     | Maria Novolodskaja                                                                        | Elena Pirrone                                                                                                 |
| Mannen junioren           | Goud                                                                                              | Zilver                                                                                    | Brons |
| Wegrit                    | Andrii Ponomar                                                                                    | Maurice Ballerstedt                                                                       | Andrea Piccolo                                                                                                |
| Tijdrit                   | Andrea Piccolo                                                                                    | Lars Boven                                                                                | Enzo Leijnse                                                                                                  |
| Vrouwen junioren          | Goud                                                                                              | Zilver                                                                                    | Brons |
| Wegrit                    | Ilse Pluimers                                                                                     | Sofie van Rooijen                                                                         | Kristina Nenadovic                                                                                            |
| Tijdrit                   | Shirin van Anrooij                                                                                | Ajgoel Garejeva                                                                           | Wilma Olausson                                                                                                |

## Medaillespiegel
| #      | Land        | Goud | Zilver | Brons | Totaal |
| ------ | ----------- | ---- | ------ | ----- | ------ |
| 1      | Nederland   | 5    | 2      | 3     | 10     |
| 2      | Italië      | 4    | 1      | 4     | 9      |
| 3      | Duitsland   | 1    | 3      | 2     | 6      |
| 4      | Denemarken  | 1    | 3      | 0     | 4      |
| 5      | België      | 1    | 1      | 0     | 2      |
| 6      | Oekraïne    | 1    | 0      | 0     | 1      |
| 7      | Rusland     | 0    | 2      | 0     | 2      |
| 8      | Polen       | 0    | 1      | 0     | 1      |
| 9      | Frankrijk   | 0    | 0      | 1     | 1      |
| 9      | Zweden      | 0    | 0      | 1     | 1      |
| 9      | Zwitserland | 0    | 0      | 1     | 1      |
| 9      | Estland     | 0    | 0      | 1     | 1      |
| Totaal | Totaal      | 13   | 13     | 13    | 39     |